# Uropyxis daleae
Uropyxis daleae ist eine Ständerpilzart aus der Ordnung der Rostpilze (Pucciniales). Der Pilz ist ein Endoparasit der Hülsenfrüchtlergattung Dalea. Symptome des Befalls durch die Art sind Rostflecken und Pusteln auf den Blattoberflächen der Wirtspflanzen. Sie ist in weiten Teilen Amerikas verbreitet.

## Merkmale

### Makroskopische Merkmale
Uropyxis daleae ist mit bloßem Auge nur anhand der auf der Oberfläche des Wirtes hervortretenden Sporenlager zu erkennen. Sie wachsen in Nestern, die als gelbliche bis braune Flecken und Pusteln auf den Blattoberflächen erscheinen.

### Mikroskopische Merkmale
Das Myzel von Uropyxis daleae wächst wie bei allen Uropyxis-Arten interzellulär und bildet Saugfäden, die in das Speichergewebe des Wirtes wachsen. Die Spermogonien und Aecien der Art sind bislang nicht bekannt. Ihre gelblichen Aeciosporen sind 21–26 × 15–19 µm groß, eiförmig bis breitellipsoid und stachelwarzig. Die unterseitig an den Wirtsblättern oder an Stängeln wachsenden Uredien des Pilzes sind gelbbraun und von Paraphysen umrahmt. Die hell zimt- bis goldbraunen Uredosporen sind 20–24 × 18–20 µm groß, breit eiförmig bis breitellipsoid und stachelwarzig. Die meist blattunterseitig wachsenden Telien der Art sind schwarzbraun, pulverig und unbedeckt, sie besitzen Paraphysen. Die kastanienbraunen Teliosporen sind zweizellig, stachelwarzig und meist 35–42 × 25–28 µm groß. Ihre Stiele sind farblos und apikal bis zu 25 µm breit.

## Verbreitung
Das bekannte Verbreitungsgebiet von Uropyxis daleae reicht von Südamerika bis in den Süden der USA.

## Ökologie
Die Wirtspflanzen von Uropyxis daleae sind diverse Dalea-Arten. Der Pilz ernährt sich von den im Speichergewebe der Pflanzen vorhandenen Nährstoffen, seine Sporenlager brechen später durch die Blattoberfläche und setzen Sporen frei. Die Art durchläuft einen makrozyklischen Entwicklungszyklus, von dem bisher nur Uredien, Telien und deren Wirt bekannt sind. Ob sie einen Wirtswechsel vollzieht, lässt sich daher nicht sagen.